# هاتف الثلج
هاتف الثلج (9 آب 1952 -) صحفي وكاتب وباحث عراقي، ومعد ومقدم برامج تلفزيونية، ورئيس تحرير جريدة الجمهورية، والمرافق الصحفي الخاص للرئيس العراقي الأسبق صدام حسين سنة 1991، بدأ بالكتابة في سبعينات القرن العشرين، وعُني بكتابة تراجم للمبدعين العراقيين والحوار معهم، عمل بعد الاحتلال الأمريكي للعراق محرراً في جريدة الوطن التابعة للحركة الوطنية العراقية، وهو تكريتي، من أقارب مولود مخلص، هاتف الثلج ذو اسم غير مألوف، لذلك كان يُعتقد أن المقالات التي نشرها كُتبت باسم مستعار، غيرَ أنه نفى ذلك وقال «دخلت ميدان الصحافة وبرز اسمي بسرعة ومن الطريف ان البعض كان يعتقد انه اسم مستعار، ومن حسن حظي ان اسمي ولقبي المأخوذ من اسم جدنا الأكبر السيد الشيخ الثلج.. لا يمكن نسيانه بسرعة»، هاتف الثلج شيوعي سابق، عُيّن في القصر الجمهوري، ويعتقد هو أنه الموظف الوحيد غير البعثي في القصر، وله ثلاثة أبناء صحفيين.

## كتبه
له 14 كتاباً مطبوعاً.
1. وجوه: كتاب ذو 568 صفحة، اشتمل على تراجم وسير مبدعين عراقيين.
2. مولود مخلص سيرة مجاهد.[11][12][13]
3. حوارات ومثاقفة.
4. حردان التكريتي، قائد اغتيل غدراً.
5. عبد الملك نوري - الأعمال القصصية الكاملة.
6. عبد الملك نوري قصائد ومقالات.
7. الفردوس الحزين.
8. من بيت القش إلى وكر العبور: هو كتاب لسيرة صدام حسين منذ ولادته حتى وفاته، والمقصود ببيت القش هو البيت الذي وُلد فيه صدام حسين، قال هاتف الثلج «أقول وبثقة كل ما كتب عن صدام لم يقدم صدام الحقيقي. الكتب التي صدرت في عهده لتمجيده مدفوعة الثمن والكتب التي صدرت بعد سقوط نظامه واعدامه لتشويهه ومدفوعة الثمن أيضاً».
9. مكاشفات: كانت مقالات صحفية،[10] نُشرت في كتاب، وكُتبت عنها دراسة باسم «هاتف الثلج في المكاشفات: رسالة العمود الصحفي والمكاشفات / تحرير واثق الدايني».[14][15]

## برامجه
- مواقف وشخصيات.
- مرايا متقابلة.
- كلمة حق.[7]
- على الطريق